# Anna-Stina Nilstoft
Anna-Stina Lorentze Nilstoft, född 15 juni 1928 i Kalmar, död 17 juli 2017 i Höganäs, var en svensk målare.
Hon var dotter till överingenjören Malte Nilsson och Greta Westerlin. Nilstoft studerade vid Skånska målarskolan i Malmö 1952–1954 och vid Marie Wadskjærs målarskola i Köpenhamn 1955–1958 samt genom självstudier under resor till bland annat Frankrike, Italien, Spanien och Portugal. Hon medverkade 1957 i en utställning på Kalmar läns museum där olika Kalmarkonstnärer var inbjudna för att visa upp lokal konst. Tillsammans med Birgit Krafft-Wæsterberg och Bror Strid ställde hon på Gamleby folkhögskola 1958 och separat ställde hon bland annat ut i Västervik. Hennes konst består av interiörer, stilleben och figurer utförda i olja. Nilstoft är gravsatt i minneslunden på Höganäs kyrkogård.